# 榎本元忠
榎本 元忠（えのもと もとただ）は、安土桃山時代から江戸時代初期にかけての武将。毛利氏の家臣で、長州藩士。毛利輝元の家臣。父は毛利氏の重臣・榎本元吉。

## 生涯
天正6年（1578年）、毛利輝元の側近・榎本元吉の長男として生まれ、早世した伯父と同名の「元忠」と名乗る。
父同様、幼少の頃より輝元に仕えたが、家督を継がないまま、慶長12年（1607年）7月20日に死去。享年30。弟の就時が元忠に代わって嫡男となった。